# Învierea morților

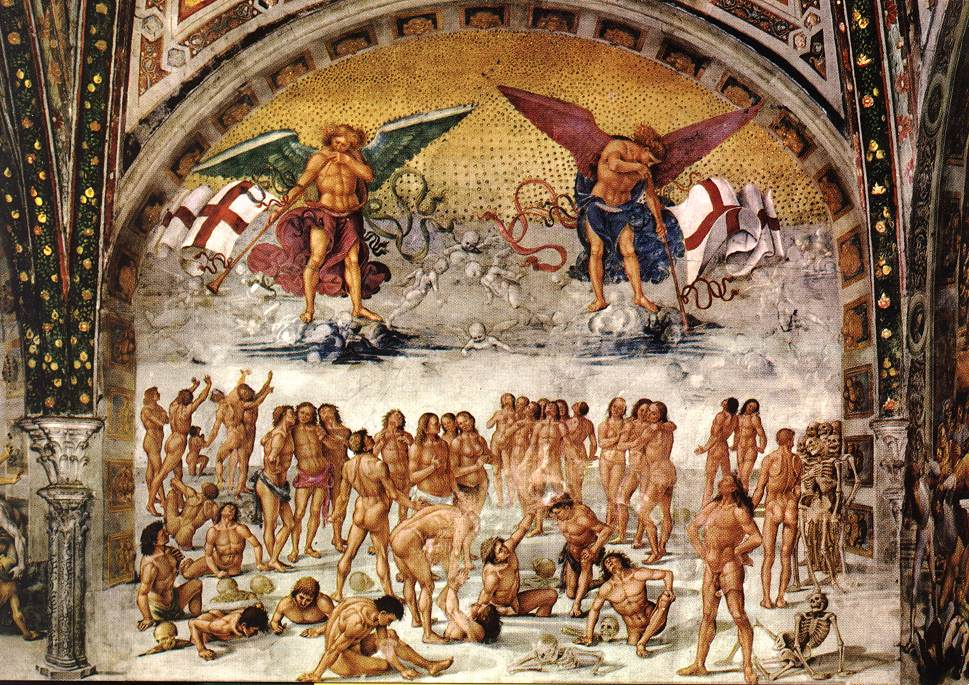
Învierea cărnii, pictură din 1500 de Luca Signorelli - pe baza textului din Întâia Epistolă a Apostolului Pavel către corinteni 15:52.

Învierea morților este o credință care se găsește în mai multe religii, de obicei în creștinism, islam, iudaism sau zoroastrism. Această credința spune că cei morți vor fi aduși înapoi la viață la un moment dat în viitor, deși o minoritate spune că acest lucru s-a întâmplat deja în trecut sau se întâmplă acum fără ca noi să știm acest lucru.